# Roscatge

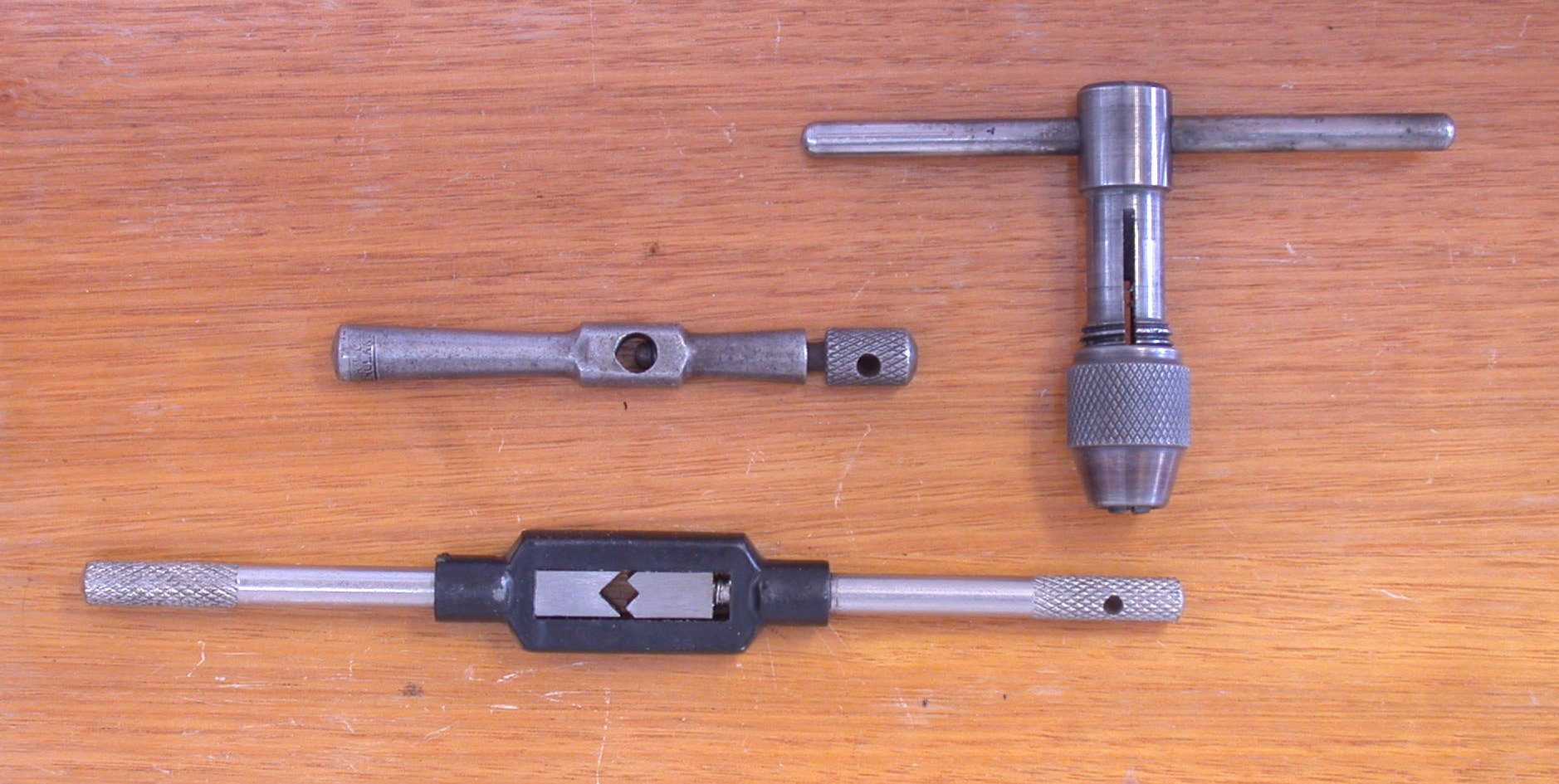
Braços portamascles per al roscat manual.

El roscatge o roscat consisteix en la mecanització helicoidal interior (femella) i exterior (cargol), d'una rosca sobre una superfície cilíndrica. Els sistemes d'unió i subjecció a base de rosques estan presents en tots els sectors industrials en què es treballa amb matèrial metàl·lic (i fins i tot plàstics). La superfície roscada és una superfície helicoïdal, engendrada per un perfil determinat, el pla de la qual conté l'eix i descriu una trajectòria helicoidal cilíndrica al voltant d'aquest eix.

## Característiques

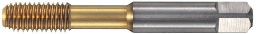
Mascle de roscar per laminació.

El roscat es pot efectuar amb eines manuals o es pot fer amb algun tipus de màquina: amb un trepant de taller, amb una fresadora o amb un torn. Per al roscat manual s'utilitzen mascles i fileres. Els mascles i fileres són eines de tall usades per mecanitzar les rosques de cargols i femelles en components sòlids com ara, metall, fusta, i plàstic. Un mascle s'utilitza per roscar la part femella de l'acoblament (per exemple una femella). Una filera s'utilitza per roscar la porció mascle del parell d'acoblament (per exemple un pern).
En les indústries i tallers de mecanitzat el més comú és roscar forats en els quals es collaran perns que no pas roscar els caragols, perquè generalment els cargols s'adquireixen a la ferreteria, així que la seva producció industrial té un altre procés diferent. Per aquesta raó els mascles estan més sovint disponibles i s'utilitzen més. Per a les grans produccions, tant mascles com femelles, s'utilitza el roscat per laminació quan el material de la peça ho permet.

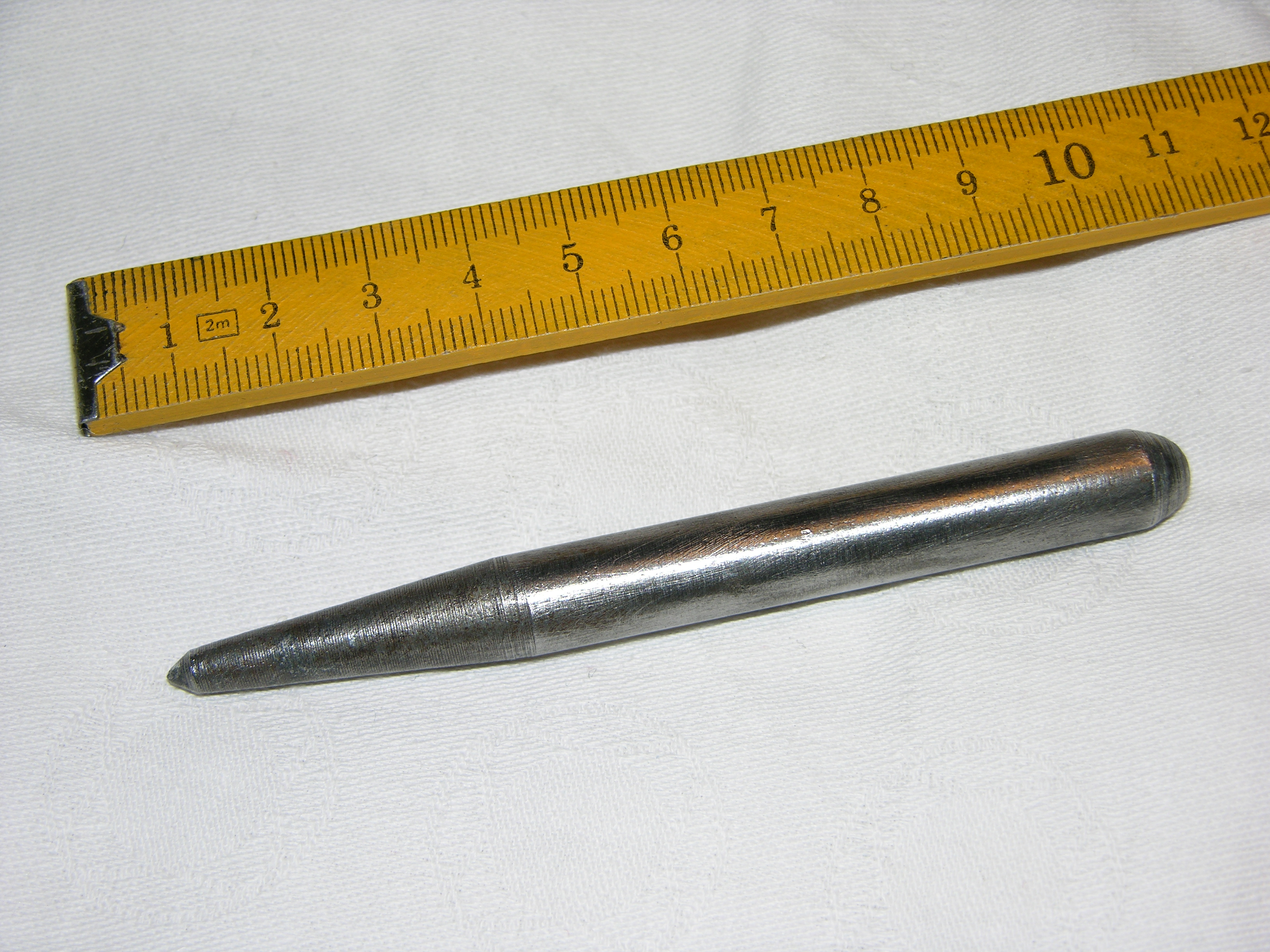
Punxó per la posició el forat

- Tipus de rosca: Hi ha diferents tipus de rosca que difereixen en la forma geomètrica del seu filet, poden ser triangulars, quadrada, trapezoïdal, rodona, dent de serra, etc.
- Pas: És la distància que hi ha entre dos filets consecutius. Els passos de rosca estan normalitzats d'acord al sistema de rosca que s'apliqui.
- Diàmetre exterior de la rosca: És el diàmetre exterior del cargol. També estan normalitzats d'acord al sistema de rosca que s'utilitzi.
- Diàmetre interior o de fons
- Diàmetre de flanc o mitjà
- Angle de l'hèlix de la rosca
- Els sistemes principals de rosques per cargols són: METRICA, Whitworth, SELLERS, GAS, SAE, UNF en les seves versions de pas normal o de pas fi.

## Rosca mètrica

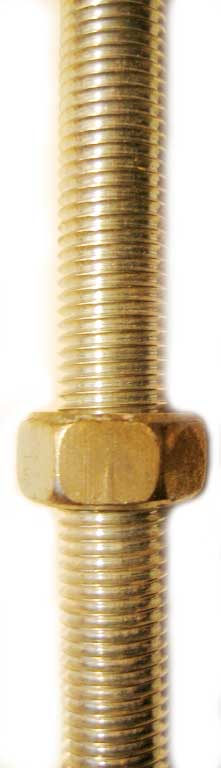
Vareta roscada amb rosca M-16 rosca mètrica.

La rosca mètrica està basada en el Sistema Internacional d'Unitats i és una de les rosques més utilitzades en la unió desmuntable de peces mecàniques. El joc que té en els vèrtexs de l'acoblament entre el cargol i la rosca permet el greixatge. Les dades constructives d'aquesta rosca són els següents:
- La secció del filet és un triangle equilàter l'angle val 60 °.
- El fons de la rosca és arrodonit i la cresta de la rosca lleument truncada.
- El costat del triangle és igual al pas.
- L'angle que forma el filet és de 60 °.
- El seu diàmetre exterior i el pas es mesuren en mil·límetre s, sent el pas la longitud que avança el cargol en una volta completa.
- S'expressa de la següent manera: exemple: M24x3. La M significa rosca mètrica, 24 vol dir el valor del diàmetre exterior en mm i 3 significa el valor del pas en mm.[4]

## Característiques de la rosca estàndard americana SAE UNF
Els Estats Units tenen el seu propi sistema de rosques, generalment anomenat l'estàndard unificat del fil de rosca (UNF), que també s'utilitza extensivament en Canadà.
Una versió d'aquest estàndard, anomenada SAE, va ser utilitzada en la indústria d'automòbil americana. El SAE encara s'associa a les dimensions en polzades, tot i que la indústria de l'acte dels EUA (I les altres indústries pesants que confien en el SAE) s'han convertit gradualment als cargols mètrics ISO des de la dècada del 1970, perquè la producció de peces i la comercialització de productes globals afavoreixen l'estandardització internacional.
No obstant això, tots els automòbils venuts al voltant del món contenen els cargols mètrics (els muntatges de motor) i imperials (per exemple, les femelles de l'estirada, els sensors d'oxigen, les peces elèctriques internes, els cargols del cos, de les llums s, de la direcció, l fre i de la suspensió).
Els cargols de la màquina es descriuen com: 0-80, 2-56, 3-48, 4-40, 5-40, 6-32, 8-32, 10-32, 10-24, etc. fins a la mida 16. El primer número és el diàmetre, el segon és el nombre de fils de rosca per polzada. Hi ha un fil de rosca gruixut i un fil de rosca fi per a cada grandària, el fil de rosca fi es prefereix en materials fins o quan es desitja una força lleugerament major.
Les mides 1/4 " diàmetre i més gran s'assenyalen com 1/4" - 20, 1/4 "- 28, etc. El primer número dona el diàmetre en polzades i el segon número són els fils de rosca per polzada. La majoria de les mides del fil de rosca estan disponibles a UNC o UC (fil de rosca gruix unificat, l'exemple 1/4 "- 20) o UNF (exemple 1/4" - 28 UNF o UNEF).

## Designació de les rosques
La designació o nomenclatura de la rosca és la identificació dels principals elements que intervenen en la fabricació d'una rosca determinada, es fa per mitjà de la seua lletra representativa i indicant la dimensió del diàmetre exterior i el pas. Aquest últim s'indica directament en mm per a la rosca mètrica, mentre que a la rosca unificada i Whitworth s'indica a través de la quantitat de fils existents dins d'una polzada.
La designació de la rosca unificada es fa de manera diferent: Per exemple una nomenclatura normal en un pla de taller podria ser:
1/4-28 UNF - 3B - LH
Això significa:
- 1/4: de polzada és el diàmetre major nominal de la rosca.
- 28: és el nombre de fils per polzada.
- UNF: és la sèrie de rosques, en aquest cas unificada fina.
- 3B: el 3 indica l'ajust (relació entre una rosca interna i una externa quan s'armen); B indica una rosca interna. Una A indica una rosca externa.
- LH: indica que la rosca és esquerra. (Quan no apareix cap indicació se suposa que la rosca és dreta)

La taula següent indica la informació per reconèixer el tipus de rosca a través del seu lletra característica, es llisten la majoria de les rosques utilitzades en enginyeria mecànica
| Associació                                       | Símbol 1 | Símbol 2 |
| American Petroleum Institute                     | API      |          |
| British Association                              | BA       |          |
| International Organisation for Standardisation   | ISO      |          |
| Rosca per a bicicletes                           | C        |          |
| Rosca Edison                                     | I        |          |
| Rosca de filets rodons                           | Rd       |          |
| Rosca de filets trapezoïdals                     | Tr       |          |
| Rosca per a tubs blindats de conducció elèctrica | PG       | Pr       |
| Rosca Whitworth de pas normal                    | BSW      | W        |
| Rosca Whitworth de pas fi                        | BSF      |          |
| Rosca Whitworth per a tubs (Gas)                 | BSP      | R/G      |
| Rosca mètrica pas normal                         | M        | SI       |
| Rosca Mètrica pas fi                             | M        | SIF      |
| Rosca Americana Unificada pas normal             | UNC      | NC, USS  |
| Rosca Americana Unificada pas fi                 | UNF      | NF, SAE  |
| Rosca americana unificada pas exrafino           | UNEF     | NEF      |
| Rosca americana cilíndrica per tubs              | NPS      |          |
| Rosca americana cònica per a tubs                | NPT      | ASTP     |
| Rosca Americana pas especial                     | UNS      | NS       |
| Rosca Americana Cilíndrica "dryseal" per tubs    | NPSF     |          |
| Rosca Americana Cònica "dryseal" per tubs        | NPTF     |          |
| Rosca Japonesa per a fluids                      | PT       |          |

Pel que fa al sentit de gir, en la designació s'indica "esq." si és una rosca de sentit esquerre, no s'indica res si és de sentit dret. De manera semblant, si té més d'una entrada, s'indica "2 ent." o "3 ent.". Si no s'indica res al respecte, subentiende que es tracta d'una rosca d'una entrada i de sentit d'avanç dret.
En rosques de fabricació nord-americana, s'agreguen més símbols per informar el grau d'ajust i tractaments especials.
És possible crear una rosca amb dimensions no estàndard, però sempre és recomanable usar rosques normalitzades per adquirir-les en ferreteries i facilitar la ubicació dels recanvis.
La fabricació i el mecanitzat de peces especials augmenta el cost de qualsevol disseny, per tant, es recomana l'ús de peces estandarditzades.

### Tipus de rosca de potència
- Rosca Arrodonida Rd :

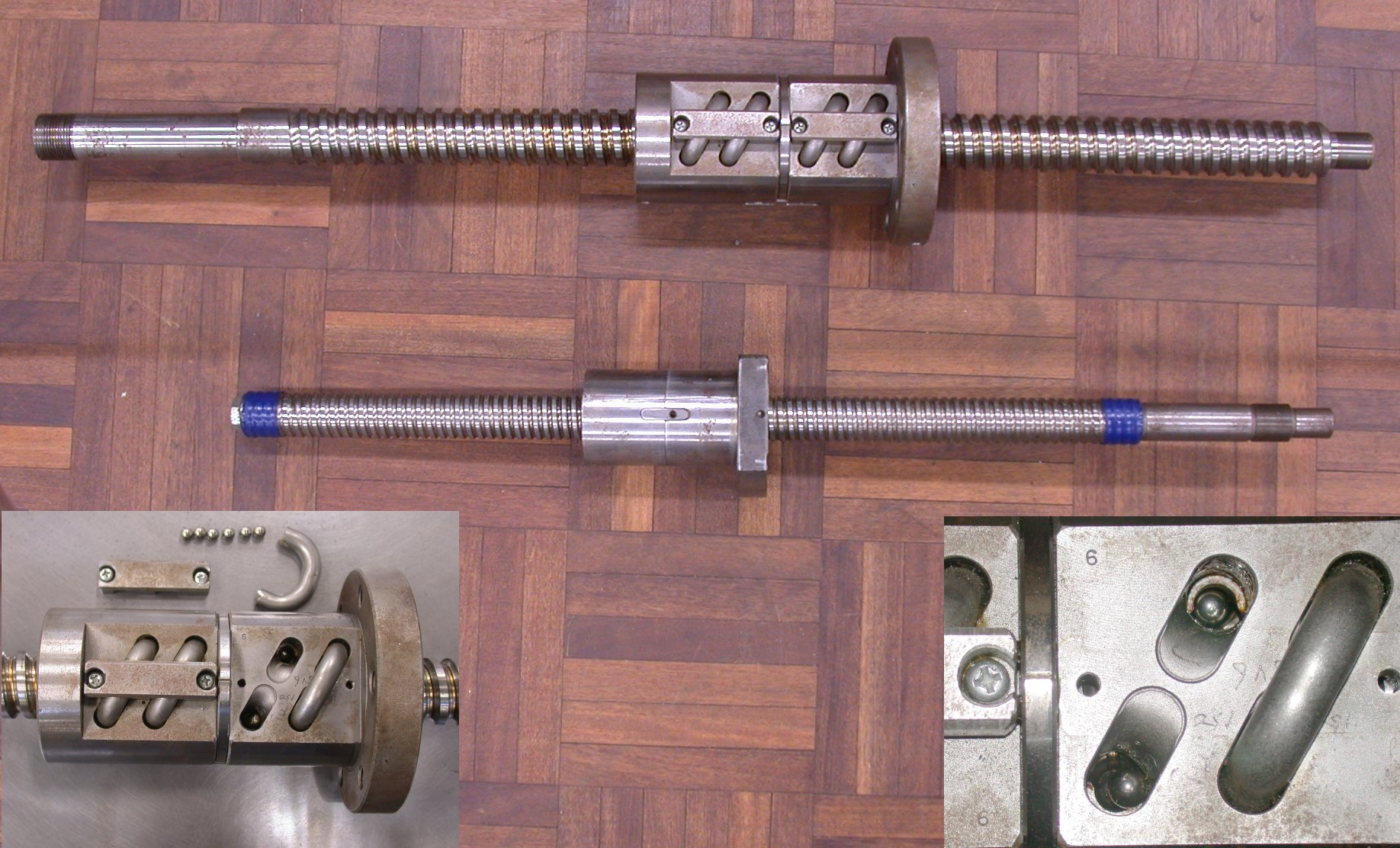
Eix de bola amb rosca arrodonida rectificada.

S'utilitza en taps per a ampolles i bombeta s, on no cal gaire força, és bastant adequada quan les rosques han de ser modelades o laminades en xapa metàl·lica.
No obstant això, hi ha una rosca arrodonida rectificada de gran precisió que s'utilitza en els eixs que es desplacen mitjançant boles inserides en la rosca dels carros desplaçables de les màquines eines de control numèric perquè no hi hagi joc quan s'inverteix el gir de la claveguera.
- Rosca Quadrada:

Aquesta rosca pot transmetre totes les forças en direcció gairebé paral·lela a l'eix, de vegades es modifica la forma de filet quadrat donant-li una conicitat o inclinació de 5 ° als costats.
- Rosca trapezial Tr ACME :

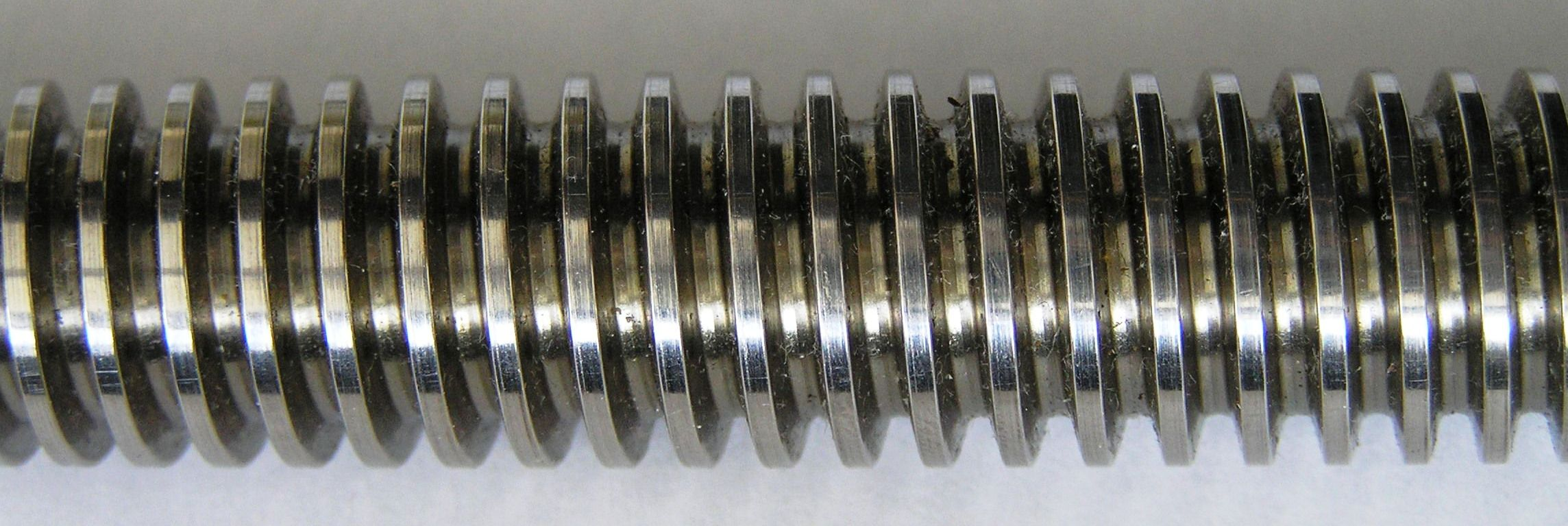
Eix de rosca trapezial.

Ha reemplaçat generalment a la rosca de filet truncat. És més resistent, més fàcil de tallar i permet l'ús d'una femella partida o de desembragament que no pot ser utilitzada amb una rosca de filet quadrat.
Les rosques Acme s'empren on es necessita aplicar molta força. S'usen per a transmetre moviment en tot tipus de màquines eines, gats de cotxe, premsas grans "C", cargols de banc i suports. Les rosques Acme tenen un angle de rosca de 29 ° i una cara plana gran a la cresta i en l'arrel. Les rosques Acme es van dissenyar per substituir la rosca quadrada, que és difícil de fabricar i trencadissa.
Hi ha tres classes de rosca Acme, 2G, 3G i 4G, i cadascuna té folgances en totes les dimensions per a permetre moviment lliure. Les rosques classe 2G s'usen en la major part dels conjunts. Les classes 3G i 4G s'usen quan es permet menys joc o comoditat, com per exemple en la claveguera d'un torn o de la taula d'una màquina fresadora.

- Rosca sense fi:

S'utilitzen eixos per transmetre força als engranatges que equipen les caixes reductores de velocitat. Es cataloga millor com un engranatge que com rosca.

## Mascles de roscar manualment

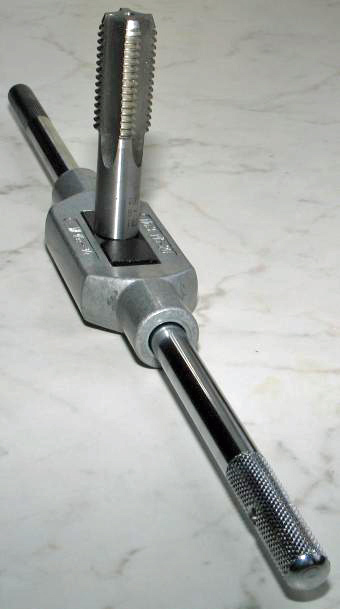
Mascle de roscar a mà amb el seu suport.

S'anomena mascle de roscar a una eina manual de tall que s'utilitza per efectuar el roscat de forats que han estat prèviament foradats a una mesura adequada en alguna peça metàl·lica o de plàstic.
Hi ha dos tipus de mascles: d'una banda els mascles que s'utilitzen per roscar a mà i d'una altra els que s'utilitzen per roscar a màquina.
- El mascle de roscar ha de pertànyer a un sistema de rosques determinat i tenir definit el seu diàmetre exterior i el pas de la rosca que té.
- El roscat a mà consta d'un joc de tres mascles que han de passar-se successivament de la següent forma.

1. El primer mascle és el que inicia i guia la rosca. Té una entrada molt llarga en forma cònica i cap dent acabada
2. El segon mascle desbasta la rosca. Té una entrada mitjana amb dos fils complets
3. El tercer mascle acaba i calibra la rosca. Entrada curta. (També es pot emprar com a mascle de màquina)

Aquests mascles porten una metxa quadrada en una punta per poder-los subjectar i fer-los girar amb un portamachos que fa de palanca de gir.
El diàmetre de la broca que cal trepar prèviament el forat abans de roscar sol ser el diàmetre interior del mascle, és a dir el diàmetre nominal de la rosca menys el pas de la rosca: {\displaystyle D_{b}=D_{n}-p} .
Aquesta fórmula és vàlida per a acers mitjans. En cas d'acers durs o molt abrasius el diàmetre del forat ha de ser major per evitar l'estrangulament i trencament del mascle.
El roscat manual s'utilitza en manteniment industrial i mecànic per repassat de rosques, en instal·lacions i muntatges elèctrics, etc.

## Mascles per roscat a màquina
El roscat industrial o en sèrie es realitza amb mascles de roscar a máquina. Hi ha tres tipus:
Mascle amb canal recteS'empra per a rosques passants o cegues de fins a 1xD de profunditat en materials de ferritja curta. De seguida s'embossa embussar.
Mascle amb canal helicoïdal a dretesPer forats cecs l'hèlix-entre 15 i 45 ° depenent del material i la profunditat-ajuda a evacuar l'encenall de la zona de tall. És el més fràgil
Mascle amb canal helicoïdal a esquerres i tall a dretesEmpleat per roscar forats que tinguin un tall interrompre, ex.: Chaveteros longitudinals, forats transversales. L'encenall va en direcció de l'avanç del mascle evitant quedar atrapada entre les parets de l'orifici i les dents del mascle.
Mascle recte amb entrada corregidaPer forats pasantes. L'encenall és impulsada cap endavant. Els canals són més estrets, ja que només compleixen la funció d'accés de taladrina. Són dels més robustos.

## Diàmetre de broques per a forats de cargols mètrics gamma normalitzada
| Mesura nominal i pas normal | Diàmetre broca forat | Mesura nominal i pas fi. | Diàmetre broca forat |
| --------------------------- | -------------------- | ------------------------ | -------------------- |
| M3 x 0,5                    | 2,5                  | M3 x 0,25                | 2,75                 |
| M4 x 0,7                    | 3,3                  | M4 x 0,35                | 3,65                 |
| M5 x 0,8                    | 4,2                  | M5 x 0,50                | 4,5                  |
| M6 x 1                      | 5                    | M6 x 0,50                | 5,5                  |
| M8 x 1,25                   | 6,8                  | M8 x 0,75                | 7,25                 |
| M10 x 1,50                  | 8,5                  | M10 x 0,75               | 9,25                 |
| M12 x 1,75                  | 10,2                 | M12 x 1                  | 11                   |
| M14 x 2                     | 12                   | M14 x 1                  | 13                   |
| M16 x 2                     | 14                   | M16 x 1,25               | 14,75                |
| M18 x 2,5                   | 15,5                 | M18 x 1,25               | 16,75                |
| M20 x 2,5                   | 17,5                 | M20 x 1,50               | 18,50                |
| M22 x 2,5                   | 19,5                 | M22 x 1,50               | 20,50                |
| M24 x 3                     | 21                   | M24 x 1,50               | 22,50                |

## Fileres de roscar a mà

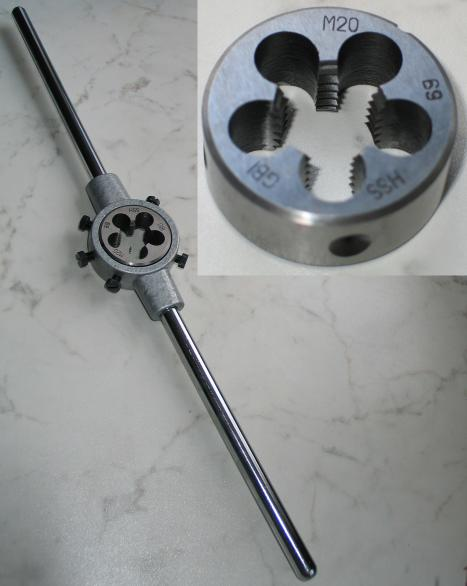
fileras de roscar a mà amb el seu bandeador.

Una filera de roscar és una eina manual de tall que s'utilitza per al roscat manual de perns i cargols, que han d'estar calibrats d'acord amb les característiques de la rosca que es tracti. El material de les fileres és d'acer ràpid (HSS). Les característiques principals d'un cargol que es vagi a roscar són el diàmetre exterior o nominal del mateix i el pas que té la rosca.
- Hi ha una filera per a cada tipus de cargol normalitzat d'acord amb els sistemes de rosques vigents.
- Les fileres es munten en un útil anomenat portaterrajas o braç bandeador, on se li imprimeix la força i el gir de roscat necessari.
- Els cargols i perns que es van a roscar requereixen que tinguin una entrada cònica a la punta per facilitar el treball inicial de la filera.

La qualitat del roscat manual, amb filera és bastant deficient, i per això s'utilitzen els mètodes de laminació per corró en els processos industrials.

## Fresat de rosques en forats
En els moderns centres de mecanitzat (CNC) s'ha fet possible la mecanització de rosques amb eines diferents als mascles clàssics, fent possible programar tot tipus de rosques que es vulguin realitzar d'una manera senzilla i econòmica .
La maduixa de rosques pot portar la rosca més a prop del fons d'un orifici cec, i pot mecanitzar rosques en orificis grans amb facilitat, fins i tot pot roscar en una mateixa peça forats de diferents dimensions.
Les condicions tecnològiques del fresat de rosques permeten treballar amb velocitats de tall i avanç molt superiors al roscat amb mascle, ia més poder roscar materials de major duresa.
Una maduixa de roscar pot ser dissenyada per a realitzar una varietat d'operacions en els orificis. Una sola eina pot trepar un orifici, fer-li un xamfrà, mecanitzar la rosca i ranura r al final de la rosca.
Un mascle només pot produir "el sentit" de la rosca-dret o esquerre-que ha estat tallat a l'eina. Però un simple canvi en la programació CNC pot permetre-li a la maduixa produir una rosca esquerra o dreta.
Quan un orifici és cec, el mascle només pot arribar fins al fons. La punta cònica del mascle farà límit allà, deixant fils de rosca incomplets-de 2 a 3 - a la resta de la profunditat de l'orifici. Una maduixa de roscar, amb la seva punta plana, no té aquest problema. Pot mecanitzar rosques completes a major profunditat, més a prop de la part inferior d'aquest orifici cec.
El control dels encenalls millora molt amb el fresat de rosques. Com en qualsevol operació de fresat, en el fresat de rosques es produeixen encenalls curts i partides amb una millor evacuació.
Una altra gran avantatge és que, a diferència del mascle, la maduixa de roscar es pot ajustar radialment per aconseguir una tolerància diferent de la teòrica o per allargar la vida de l'eina.

## Tornejat de rosques

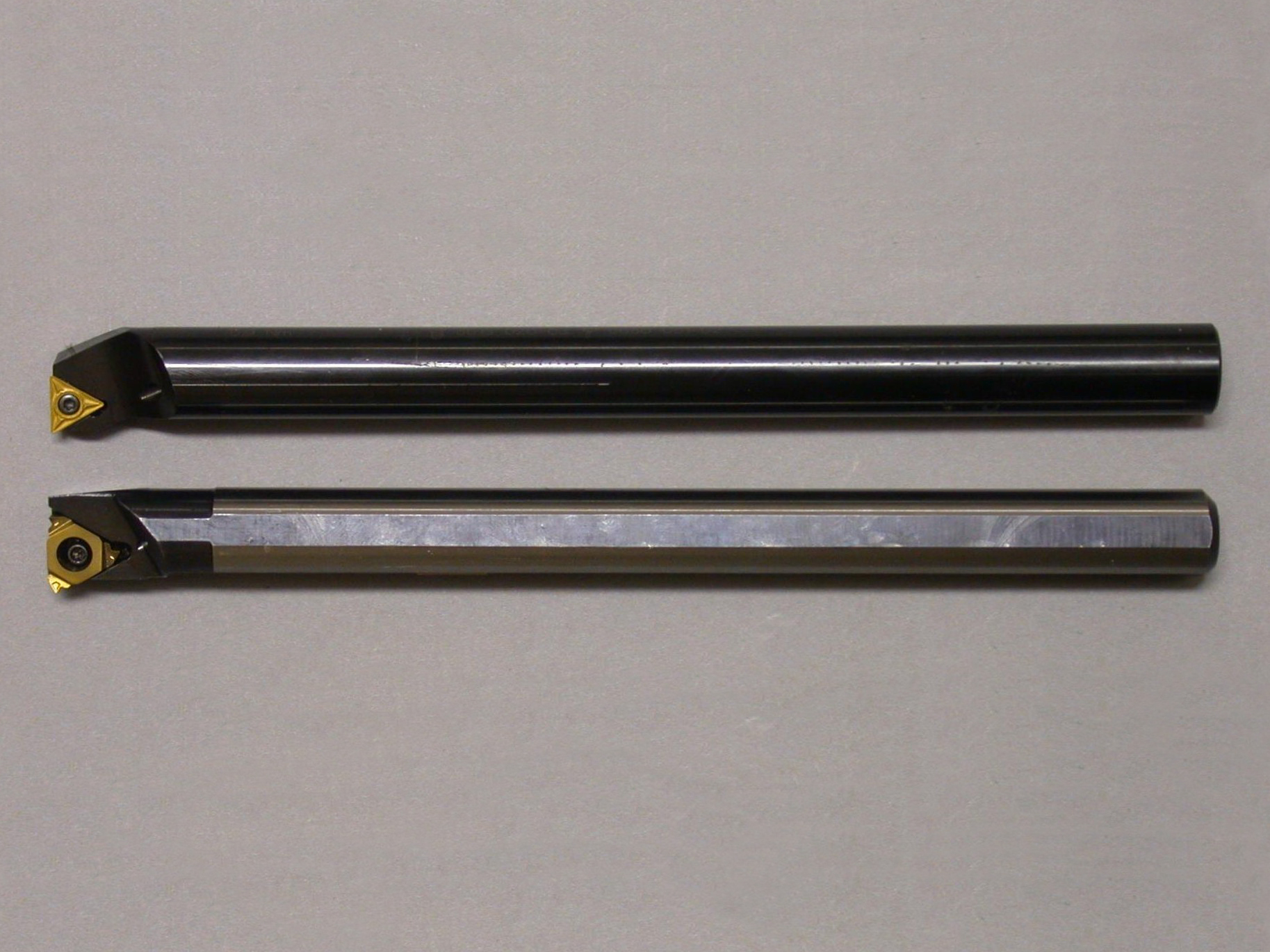
Eines de roscat interior al torn

El tornejat de rosques tant en eixos o altres components exteriors com en roscat interior de forats és molt comú i actualment és ràpid, segur i eficaç si es realitza a torns CNC, i amb les eines de metall dur amb plaqueta intercanviable que ja tenen adaptat el perfil de la rosca que es tracti de mecanitzar. Aquestes plaquetes estan disponibles actualment en els sistemes de rosques més comuns.
Els intervals d'avanç de la màquina són el factor clau per al tornejat de rosques, ja que ha de coincidir amb el pas de les mateixes. Això s'aconsegueix fàcilment amb les pautes de programació que tenen els torns CNC.
El tornejat de rosques amb plaquetes intercanviables es realitza de diverses passades de tall al llarg de tota la longitud de la rosca, mitjançant la divisió de la profunditat total de la rosca en petites passades.
Els factors a considerar en el tornejat de rosques són:
- Que el diàmetre exterior o el diàmetre del forat de la rosca sigui l'adequat
- Que l'eina de tall estigui col·locada amb precisió.
- Que el reglatge del tall estigui d'acord amb el pas de la rosca
- Que la geometria de tall de la rosca sigui correcta
- Que l'angle d'incidència sigui correcte
- Que el programa de roscat sigui l'adequat
- Optimitzar el nombre de passades que es realitzaran
- Que la velocitat de tall sigui l'adequada

## Roscat de forats amb mascles de màquina

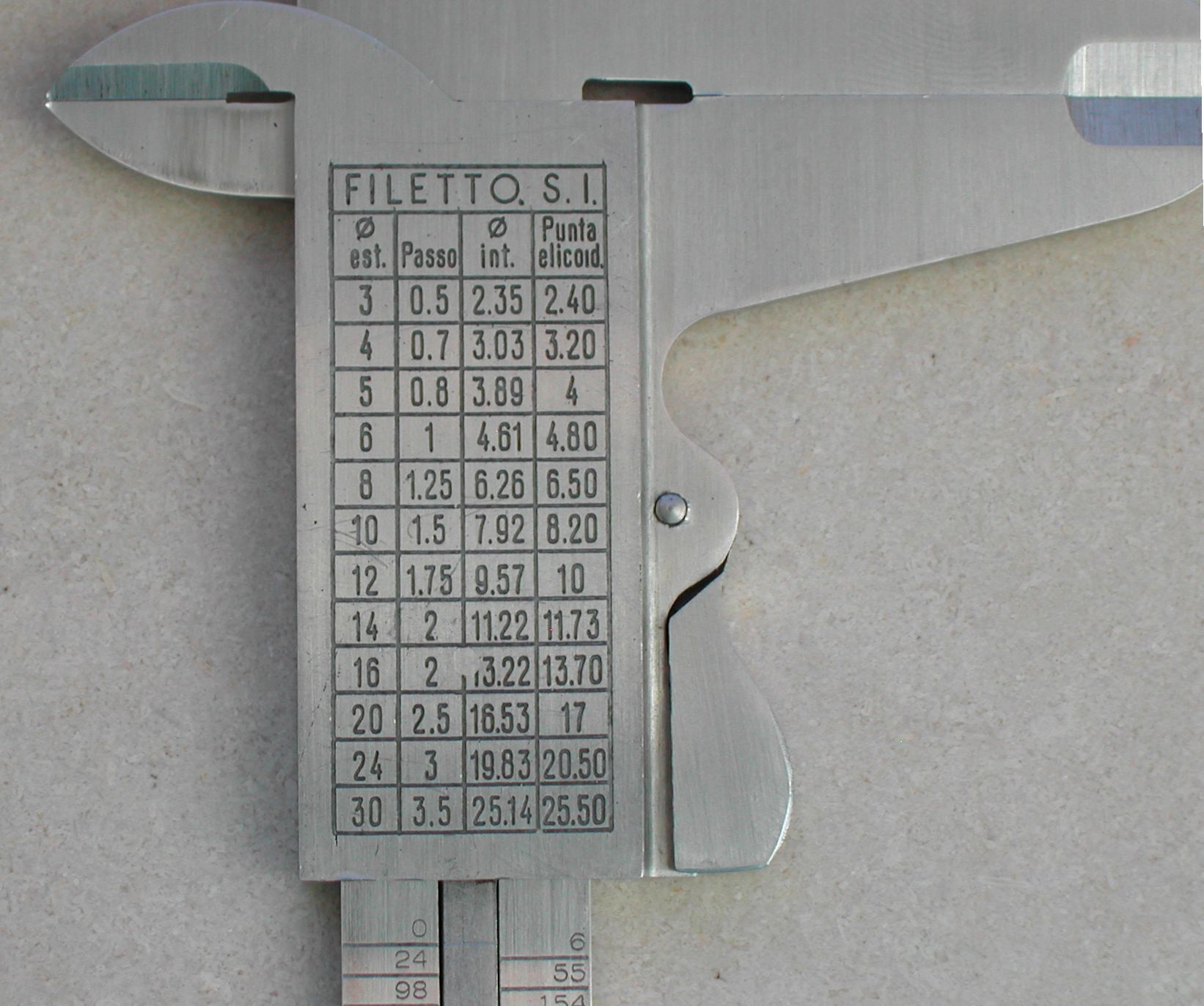
Taula en els peu de rei amb els diàmetres de broca per roscar forats.

L'operació de roscat es realitza bàsicament sobre forats en peces que han estat prèviament trepats on unes vegades són forats cecs i altres passants.
Hi ha dos tipus de roscat a màquina els que es fan amb mascles d'arrencada de ferritja i els que es realitzen amb mascles de laminació.
El roscat amb mascles de laminació permet aconseguir uns clars objectius de millora i increment de la productivitat.
Integra el roscat com una etapa més del conformat de la peça, redueix i evita les posteriors manipulacions. Permet també eliminar l'encenall de les etapes de deformació en premsa, reduint directament les avaries de les matrius d'estampació. Els mascles de laminació més permeten roscar a elevades velocitats, aconseguint així una alta productivitat. S'aconsegueix una peça amb una major resistència als esforços de tracció, car no es tallen les fibres del material, només es deformen fins a aconseguir una rosca dins de les seves ajustades toleràncies. El roscat per laminació proporciona una reducció dels costos mediambientals, eliminant el cost d'extreure els encenalls impregnades d'olis lubricants.
El roscat de forats amb mascles de laminació requereix un trepant previ de molta precisió, és a dir, amb tolerància molt petita, per poder crear una rosca d'acord amb la norma i perquè cap material sobrant impedeixi el procés de roscat. Les dimensions del forat previ depèn de la ductilitat que tingui el material que es va a roscar.
El roscat per laminat Cal fluid de tall abundant i de bona qualitat, a causa dels enormes escalfaments que es produeixen en la fricció del mascle amb el material.

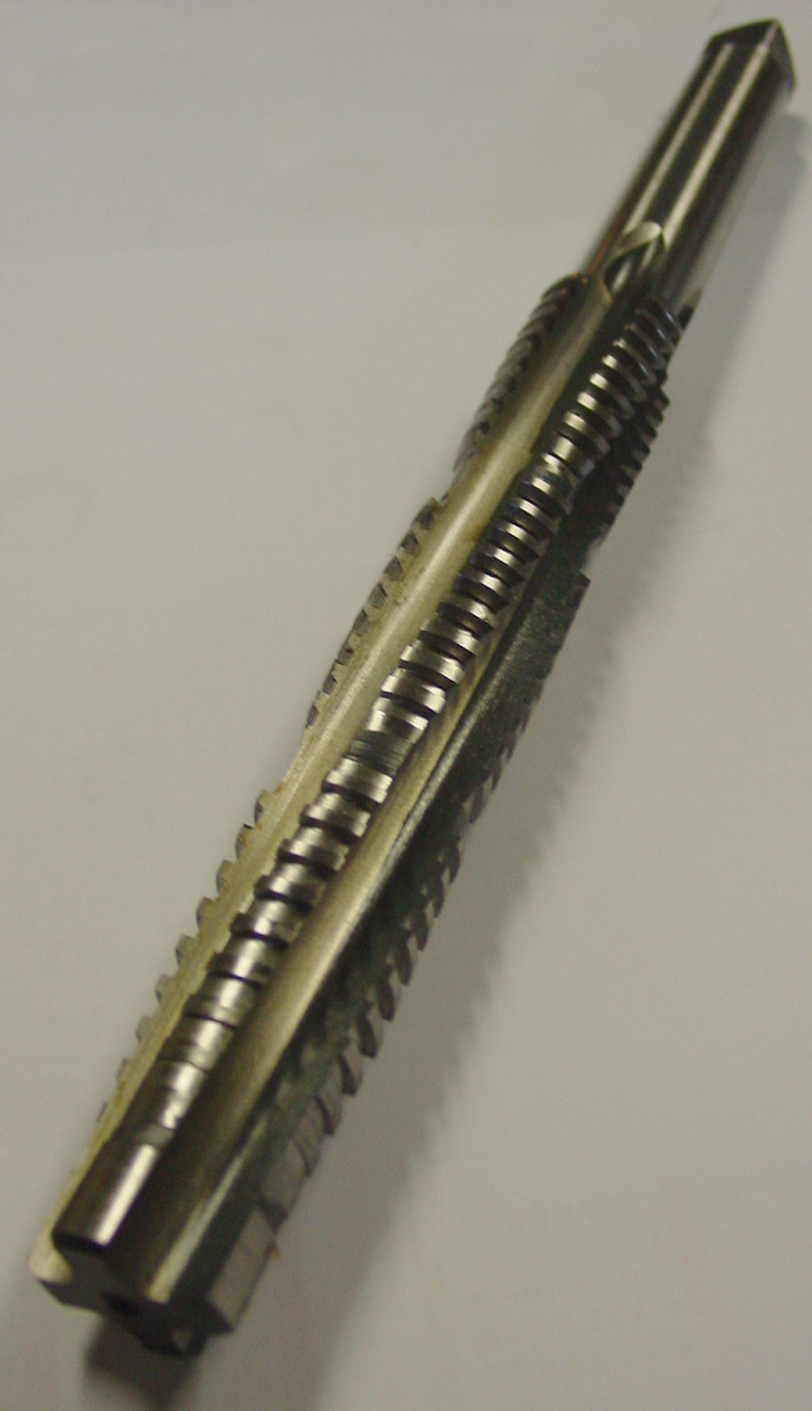
Mascle de rosques ACME.

El roscat a màquina per arrencada de ferritja és més ràpid, que el manual, i generalment més exacte perquè s'elimina l'error humà. No obstant això, s'han hagut de superar moltes dificultats per evitar el trencament del mascle en el procés de roscat. La investigació ha demostrat quines són les raons més importants que causen fractura en els mascles de roscar
- Les condicions de treball del mascle no poden ser quantificades fàcilment.
- Utilitza mascles amb deficiència constructiva dels seus perfils geomètrics.
- Utilitza mascles de baixa qualitat.
- No evacuar bé l'encenall
- Desalineament entre el mascle i els forats.
- La unió mal feta de l'alimentació de la màquina i de l'alimentació del mascle pot provocar el trencament del mascle, en la tensió/compressió.
- Ús del líquid incorrecte del tall.

Cap mecanisme de seguretat pot limitar l'esforç de torsió sota del valor de la fractura de l'esforç de torsió del mascle. Per superar aquests problemes s'han dissenyat aparells portamachos molt sofisticats i adaptats a les màquines que s'utilitzen. El material constituent d'aquest tipus de mascles ha de ser acer ràpid HSS.

## Roscat de perns i cargols per laminació
En les grans produccions d'elements roscats es procedeix a produir les rosques per laminació en comptes de fer-ho per arrencada de ferritja. Contràriament al roscat per arrencada de ferritja, les fibres del material no estan tallades, sinó desplaçades. Els roscat per laminació ofereix: Temps de fabricació molt curt, Gran durabilitat de les eines, Aprofitament més racional de les màquines, Maneig simple.
Les velocitats de laminació de 20 a 90 m/min. són molt més altes que les velocitats de tall en el roscat. Per exemple, els capçals de pintes de roscar poques vegades permeten velocitats superiors als 10 m/min. D'aquesta manera, en cicles de producció integrats, el temps de roscat per laminació sempre serà molt menor.
El roscat per laminació es pot realitzar en un simple voltant cilíndric. Així mateix, els capçals poden muntar-se en torns revòlver, torns automàtics, torns multieix, centres de mecanitzat i torns CNC, on el temps de roscat no condiciona en absolut el temps del cicle del treball i es realitza en general sense problemes.
El diàmetre previ de la canya no correspon al diàmetre nominal o exterior de la rosca com en el roscat per arrencada de ferritja, sinó al diàmetre dels flancs de la rosca i té una gran precisió per a aevitar sobrants de material. En moltes peces això significa un important estalvi de material i evita tots aquells problemes lligats a la presència d'encenall.
La norma UNE-EN ISO 7085:2000 defineix les característiques mecàniques i funcionals dels cargols de laminació de rosca mètrica, cimentats i revinguts.

## Roscat de canonades
L'ús de canonades roscades és molt usual per facilitar l'entroncament de les mateixes i amb altres elements de les canonades. Com la unió de les canonades han d'estar segellades de forma hermètica, la porció roscada en els extrems és lleugerment cònica i conseqüentment calen mascles i fileres especials. Els fils de rosca convencionals de la canonada s'han muntat amb cinta de Tefló més un component per unir per aconseguir el segellat total de la unió. Una connexió àmpliament utilitzada on la rosca de canonada proveeix les dues, rosques d'unió mecànica amb segell hidràulic, com rosques d'ajust sense pressió hidràulica, és la Rosca de Canonada Cònica Americana o NPT. La rosca NPT i altres semblants, les sigles i denominacions estan en l'article que es referència, tenen una rosca cònica mascle i femella que segella amb cinta de tefló o un altre component per a unir.
Les rosques de canonada usades en els circuits hidràulics poden ser classificades en dos tipus:
- Rosques d'unió: Mantenen la pressió de les unions mitjançant el segell dels fils i són còniques externes i paral·leles o còniques internes. L'efecte de segellat és millorat utilitzant un compost per unir.
- Rosques d'ajust: Són rosques de canonada que no mantenen la pressió de la unió per mitjà dels fils. Ambdues rosques són paral·leles i el segellat s'efectua per la compressió d'un material suau en la rosca externa o una estopada plana.[12]

## Rectificat de rosques
Les rosques tant exteriors com interiors quan cal que tinguin molta precisió es poden rectificar amb rectificadores d'última generació CNC.
Les característiques principals d'aquestes màquines rectificadores són: 
- Alta precisió i excel·lent fiabilitat
- Càlcul automàtic del perfil de la mola i trajectòria del diamantat
- Possibilitat de rectificar passos llargs
- Generació de diferents perfils: mètric, Withworth, trapezoïdal, etc. ·
- Fàcil maneig. La interfície de l'operari està compost per pantalles gràfiques.

El programari de les rectificadores CNC consisteix en un conjunt de subprogrames, tots ells gestionats per mitjà d'un programa principal parametritzat.

## Gestió econòmica del roscat

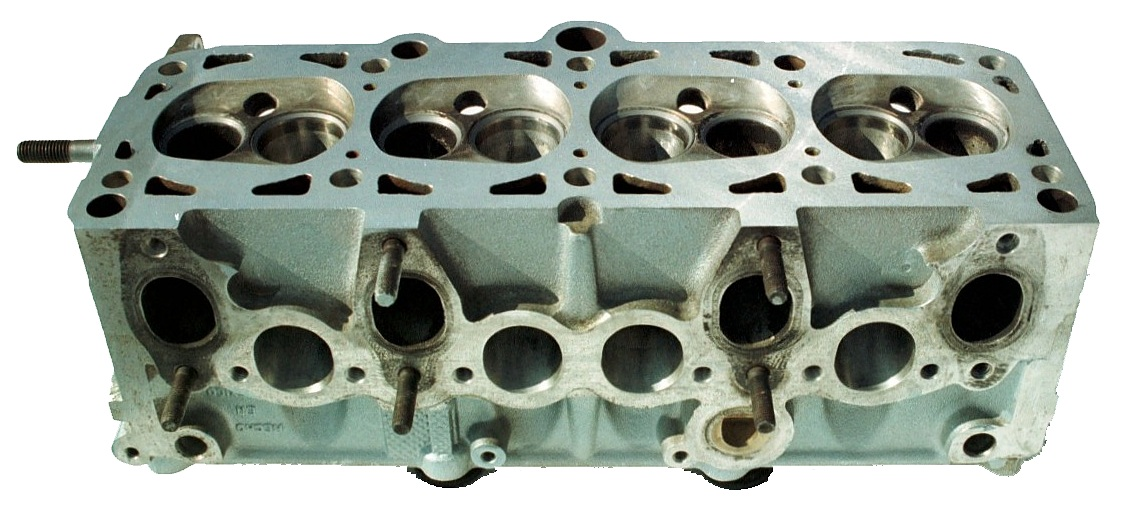
Culata d'un motor amb molts forats roscats.

Quan els enginyers dissenyen una màquina, un equip o un estri, ho fan mitjançant l'acoblament d'una sèrie de components de material és diferents i que requereixen processos de mecanitzat per aconseguir les toleràncies de funcionament adequat.
La suma del cost de la matèria primera d'una peça, el cost del procés de mecanitzat i el cost de les peces fabricades de manera defectuosa constitueixen el cost total d'una peça. Des de sempre el desenvolupament tecnològic ha tingut com a objectiu aconseguir la màxima qualitat possible dels components així com el preu més baix possible tant de la matèria primera com dels costos de mecanitzat. Per reduir el cost del roscat i del mecanitzat en general s'ha actuat en els següents fronts: 
- Aconseguir materials cada vegada millor mecanitzables, materials que un cop mecanitzats en tou són endurits mitjançant tractaments tèrmics que milloren de manera molt sensible les seves prestacions mecàniques de duresa i resistència principalment.
- Aconseguir eines de mecanitzat d'una qualitat extraordinària que permet augmentar de forma considerable les condicions tecnològiques del mecanitzat, és a dir, més revolucions de les eines de roscar, i més temps de durada del seu tall de tall.
- Aconseguir mètodes de roscar, més ràpids, precisos i adaptats a les necessitats de producció que aconsegueixen reduir sensiblement el temps de mecanitzat així com aconseguir peces de major qualitat i tolerància més estretes.

Per disminuir l'índex de peces defectuoses s'ha aconseguit automatitzar al màxim el treball en els sistemes de roscat, disminuint dràsticament el roscat manual, i construint màquines automàtiques molt sofisticades o guiats per control numèric que executen un mecanitzat d'acord amb un programa establert prèviament.
La fabricació de cargols i femelles estandarditzades estan molt automatitzades i es fabriquen en temps molt curts i, per tant, són barates d'adquirir, però el roscat de forats ja siguin cecs o passants, resulten cars perquè prèviament a roscar s'ha de procedir a realitzar el trepant del forat que correspongui d'acord amb les característiques de la rosca. Si aquest supòsit no es té en compte, pot resultar molt onerosa el roscat de les peces.

## Fluids lubricants per roscar
Tant si es treballa amb mascles i fileres manuals i de màquina com amb eines de tall cal lubricar bé la zona de tall per aconseguir que la rosca surti en bones condicions i perquè duri més temps la superfície de tall.
Amb l'aplicació adequada dels fluids de tall es disminueix la fricció i la temperatura de tall amb el qual s'aconsegueixen els següents avantatges:
- Reducció de costos
- Augment de velocitat de producció
- Reducció de costos de mà d'obra
- Reducció de costos de potència i energia
- Augment en la qualitat d'acabat de les peces produïdes

Característiques recomanades per als fluids de tall
- Bona capacitat de refredament
- Bona capacitat lubricant
- Resistència al rovell
- Estabilitat (llarga durada sense descompondre's)
- Resistència al enranciament
- No tòxic
- Transparent (permet a l'operari veure el que fa)
- Viscositat relativa baixa (permet la sedimentació de cossos estranys)
- No inflamable

## Verificació i mesura de rosques

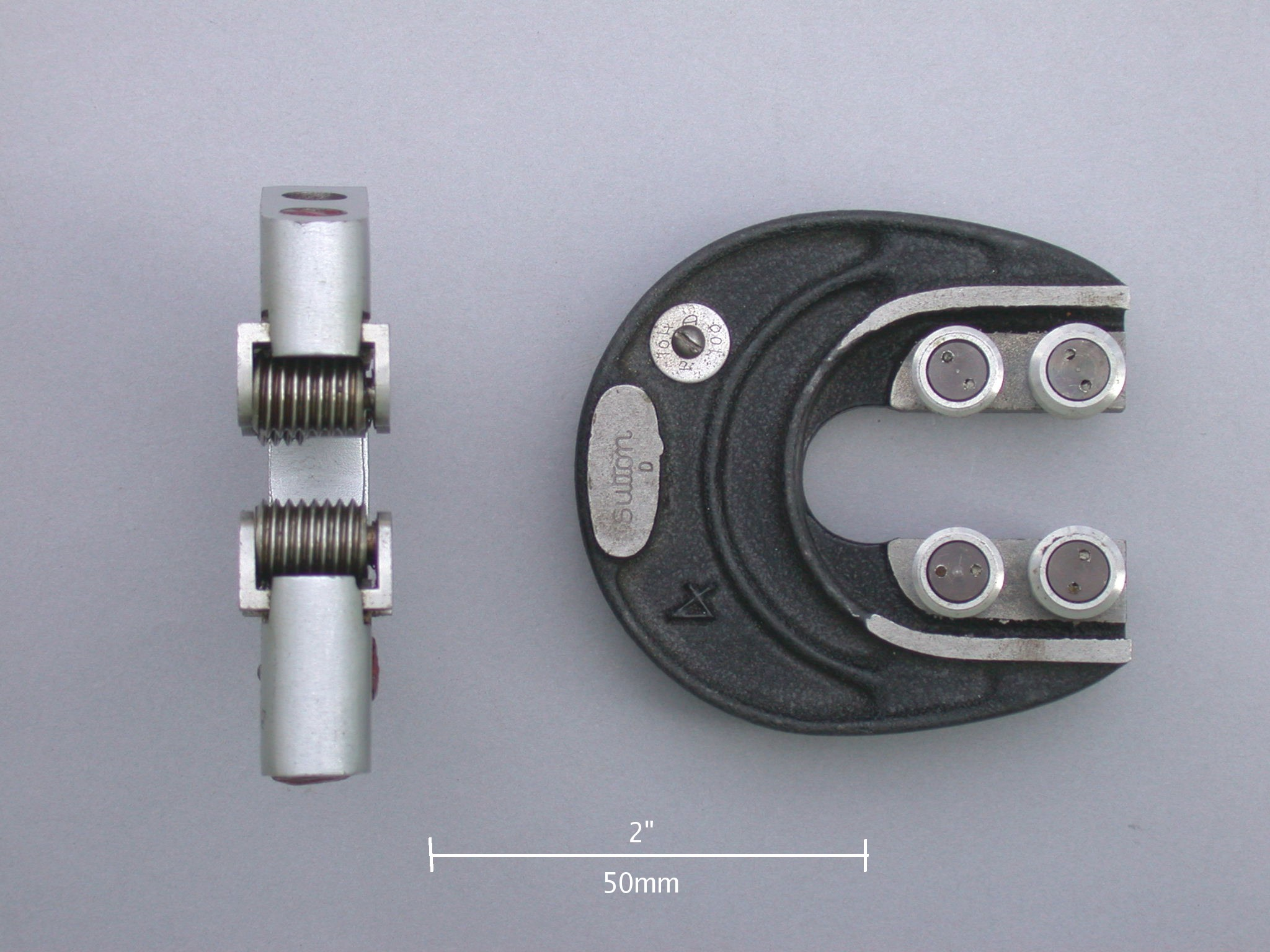
Galga (passa no-passa) roscats exteriors.

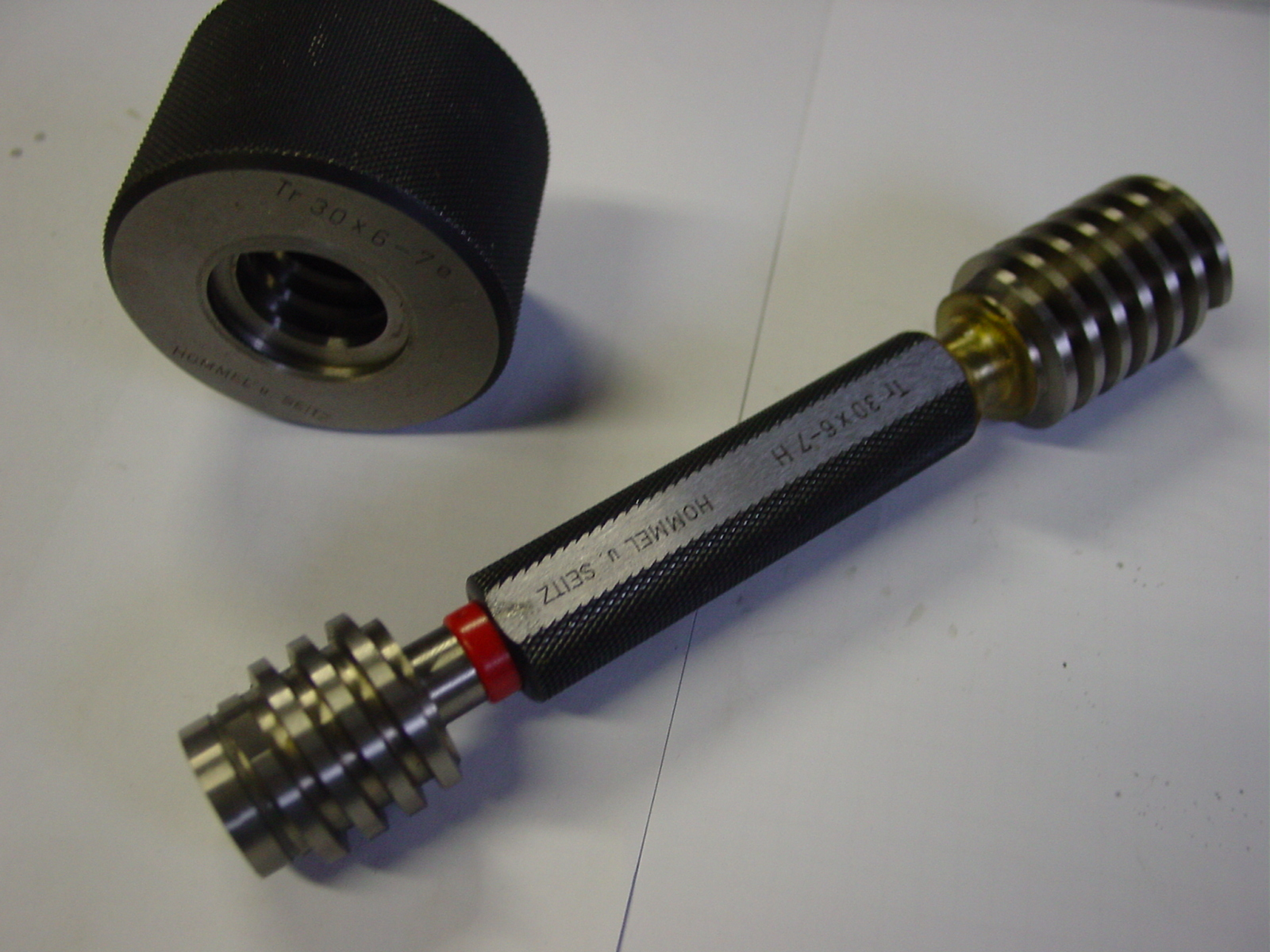
Galga Passa No-passa per a rosques interiors.

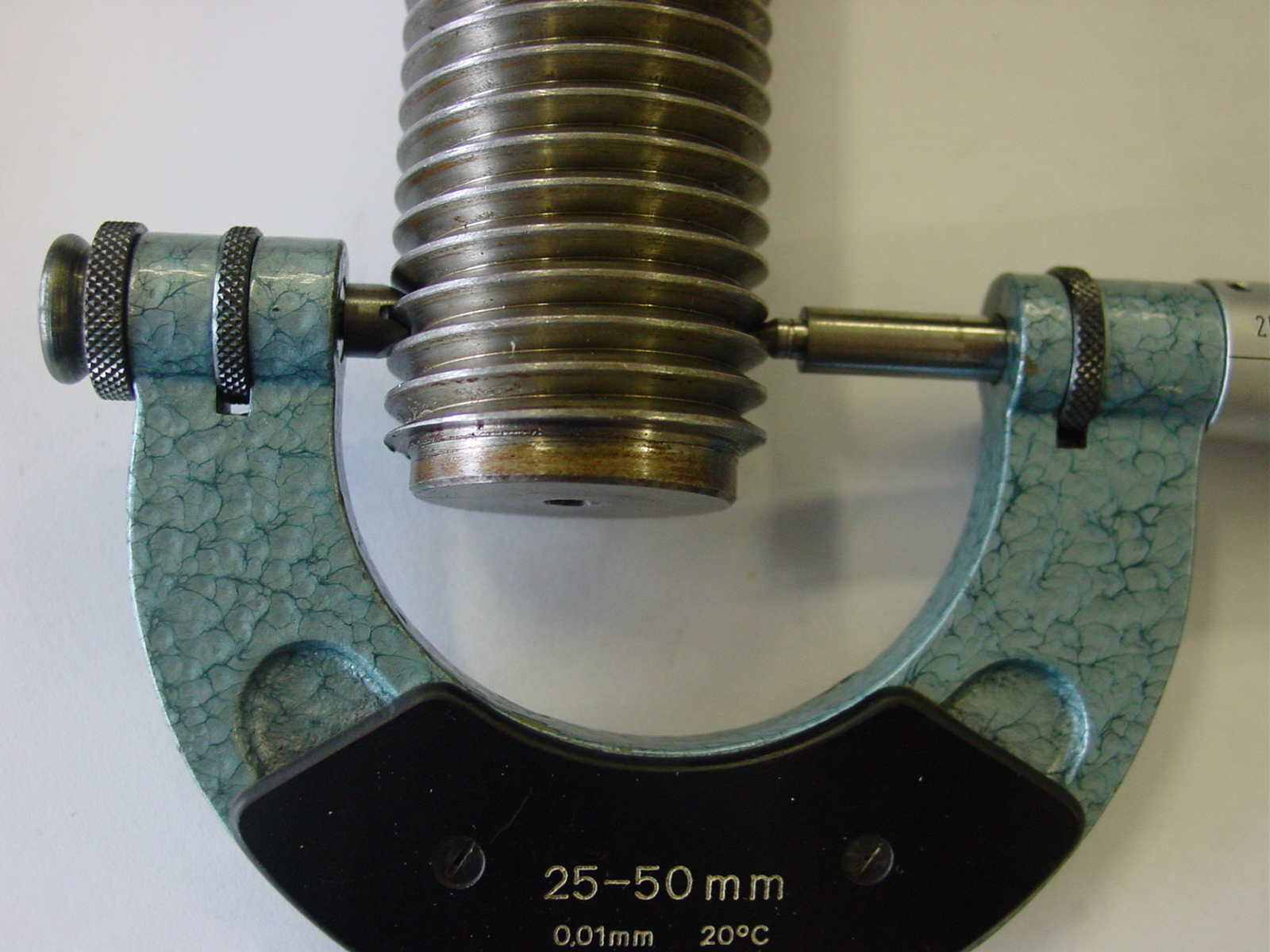
Micròmetre per mesurar rosques.

Hi ha dos mitjans diferents per mesurar o verificar una rosca els que són de mesurament directe i aquells que són de mesurament indirecte.
Per a el mesurament directe s'utilitzen generalment micròmetres les puntes estan adaptades per a introduir-se en el flanc de les rosques. Un altre mètode de mesura directa és fer-ho amb el micròmetre i un joc de varetes que s'introdueixen en els flancs de les rosques i permet mesurar de forma directa els diàmetres mitjans en els flancs d'acord amb el diàmetre que tinguin les varetes.
Per al mesurament indirecte de les rosques s'utilitzen diversos mètodes, el més comú és el de les galga s, per a rosques femelles com rosques mascles. Amb aquestes galgues composta de dues parts en les quals una d'elles es diu PASSA i l'altra NO PASSA.
També hi ha una galga molt comú que és un joc de fileres dels diferents passos de rosca de cada sistema, on de forma senzilla permet identificar quin és el pas que té un cargol o una rosca. En laboratoris de metrologia també s'usen els projectors de perfils ideals per a la verificació de rosques de precisió

## Fallades i defectes de les rosques
Com tot component tecnològic la decisió inicial que pot presentar una rosca sigui un defecte de càlcul i disseny. Perquè no s'hagi triat bé les dimensions de la rosca, el sistema adequat i el material adequat. Aquest error comporta un deteriorament prematur del premi fins i tot un deteriorament sobtat al moment d'efectuar l'estrenyiment.
Un segon defecte que pot presentar un element roscat és el deteriorament de la rosca si resulta atacat per la corrosió o oxidació, com a conseqüència pot anar perdent la pressió de serratge i origini un afluixament del conjunt causant una possible avaria.
Un tercer defecte o error es pot originar en el moment del serratge si se supera el parell de serratge límit que tingui l'element, produint-se una laminació de l'element menys resistent que forma la unió.